# Gymnotus carapo carapo
Gymnotus carapo carapo es la subespecie típica de la especie de pez gimnotiforme de agua dulce G. carapo, la que es denominada comúnmente morena. Se distribuye en ambientes acuáticos tropicales del norte de Sudamérica.

## Taxonomía
Esta subespecie fue descrita originalmente en el año 2017 por los ictiólogos Jack M. Craig, William G. R. Crampton y James S. Albert.
Localidad tipo
La localidad tipo donde fueron capturados los sintipos es: “cerca de Paramaribo, Surinam”.
Serie típica
Los ejemplares sintipos designados son los catalogados como: NRM 64 (el cual midió 262 mm de longitud estándar); NRM 8224 (el cual midió 331 mm de longitud estándar) y UUZM Linn. Coll. 56 (el cual midió 293 mm de longitud estándar). Fueron capturados en la primera mitad del siglo XVIII.
Etimología
Etimológicamente el término genérico Gymnotus proviene de la palabra del idioma griego gymnos, que significa 'desnudo'.
El epíteto específico (y el subespecífico) carapo deriva del nombre común en idioma portugués carapó, también llamado sarapó, el que a su vez procede del tupí sara’pó, que significa "mano que se desliza".
Caracterización y relaciones filogenéticas
Respecto a las restantes subespecies, Gymnotus carapo carapo se caracteriza por tener una distancia postorbital larga y una boca ancha.
Los autores evaluaron la estructura de la variación fenotípica de las poblaciones de Gymnotus carapo en las numerosas cuencas hidrográficas en que se extiende su vasta geonemia, utilizando estadísticas multivariadas para cuantificar diferencias fenotípicas dentro y entre cada población, en aspectos relacionados con pigmentación, morfometría geométrica, merística y osteología.
Los resultados obtenidos arrojaron diferencias significativas, pero no diagnósticas, entre las distintas entidades encontradas, las que estaban delimitadas regionalmente, por lo que, para identificarlas taxonómicamente, se inclinaron por emplear la categoría de subespecie y no la de especie.

## Distribución y hábitat
Gymnotus carapo carapo se distribuye de manera endémica en cursos fluviales tropicales de cuencas hidrográficas costeras con pendiente del Atlántico en Surinam y Guayana Francesa.